# رودصدف‌سانان
رودصدف‌سانان (نام علمی: Unionoida) نام یک راسته از رده دوکفه‌ای‌ها است.